# Ain Beida Harriche
Ain Beida Harriche là một đô thị thuộc tỉnh Mila, Algérie. Dân số thời điểm năm 2002 là 18.513 người.